# Estadi Ullevi

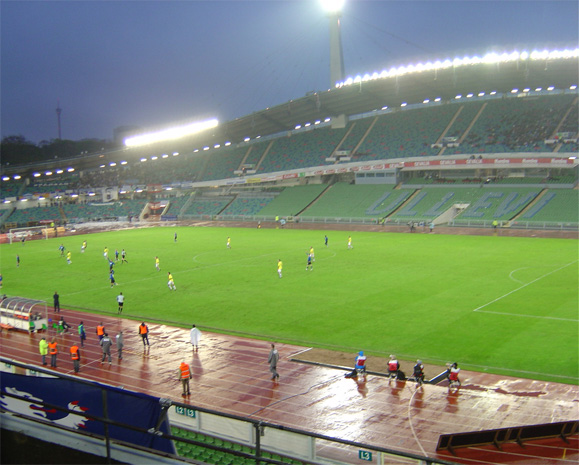
Estadi Ullevi, 10 Octubre 2005.

L'Estadi Ullevi, és un estadi multipropòsit situat a Gotemburg, capital del comtat de Västra Götaland a l'oest de Suècia. Allí juguen els seus partits el IFK Göteborg, el BK Häcken i el Örgryte IS

## Història
Va ser construït per a ser utilitzat com a seu per la Copa del Món de Futbol 1958. Des d'aquella oportunitat ha acollit nombrosos esdeveniments esportius com la Eurocopa de futbol 1992, el Campionat del Món d'Atletisme de 1995, la final de la Recopa d'Europa el 1983 i 1990 i la final de la Copa de la UEFA el 2004. Així mateix també va ser seu per al primer joc de NFL en un estadi d'Europa, entre els Minnesota Vikings contra els Chicago Bears, el 14 d'agost de 1988. S'hi va disputar la final de la Copa de la UEFA de la temporada 2003-2004, que va enfrontar al València CF i a l'Olympique de Marseille i que va guanyar el València CF per 2-0.

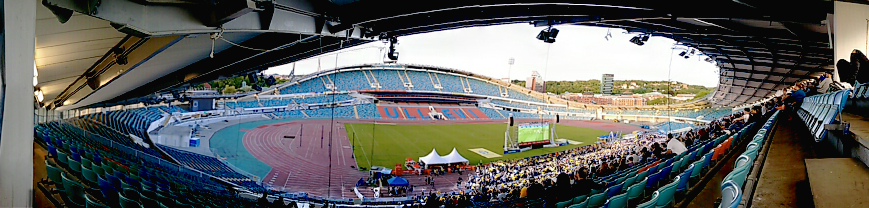
Estadi Ullevi, 23 Juny 2018